# Céramiste
Un céramiste est un potier qui maîtrise toutes les étapes du processus de fabrication d'objets en céramique (terre cuite, grès, faïence, porcelaine, raku, etc.), de la conception de la forme à la cuisson à très hautes températures. Pièces uniques ou produits en petite série, les objets créés peuvent être fonctionnels et décoratifs (théières, tasses, vaisselle, plats, bols, vases, équipement mobilier, etc.), mais aussi sculpturales et artistiques. Les céramistes travaillent selon leur propre inspiration ou sur commande, dans le cadre de la création d'éléments sculpturaux, de panneaux muraux ou de mosaïques ornementales.
Le céramiste crée ses propres émaux, ce qui le différencie du potier. Il achète les matières premières : kaolin, quartz, pigments, oxydes… afin de créer toute une gamme de couleurs suivant la cuisson qu'il choisit par oxydation ou réduction.
Il existe plusieurs façons de cuire des pièces, ce qui donne à chaque céramiste sa signature : le raku, le four électrique, à gaz ou à bois.
Le mot céramiste peut désigner tout métier en rapport avec la céramique : porcelainier, faiencier, fabricant de grès, de poteries (potier), de produits réfractaires, de céramiques spéciales, briquetier, tuilier, etc.

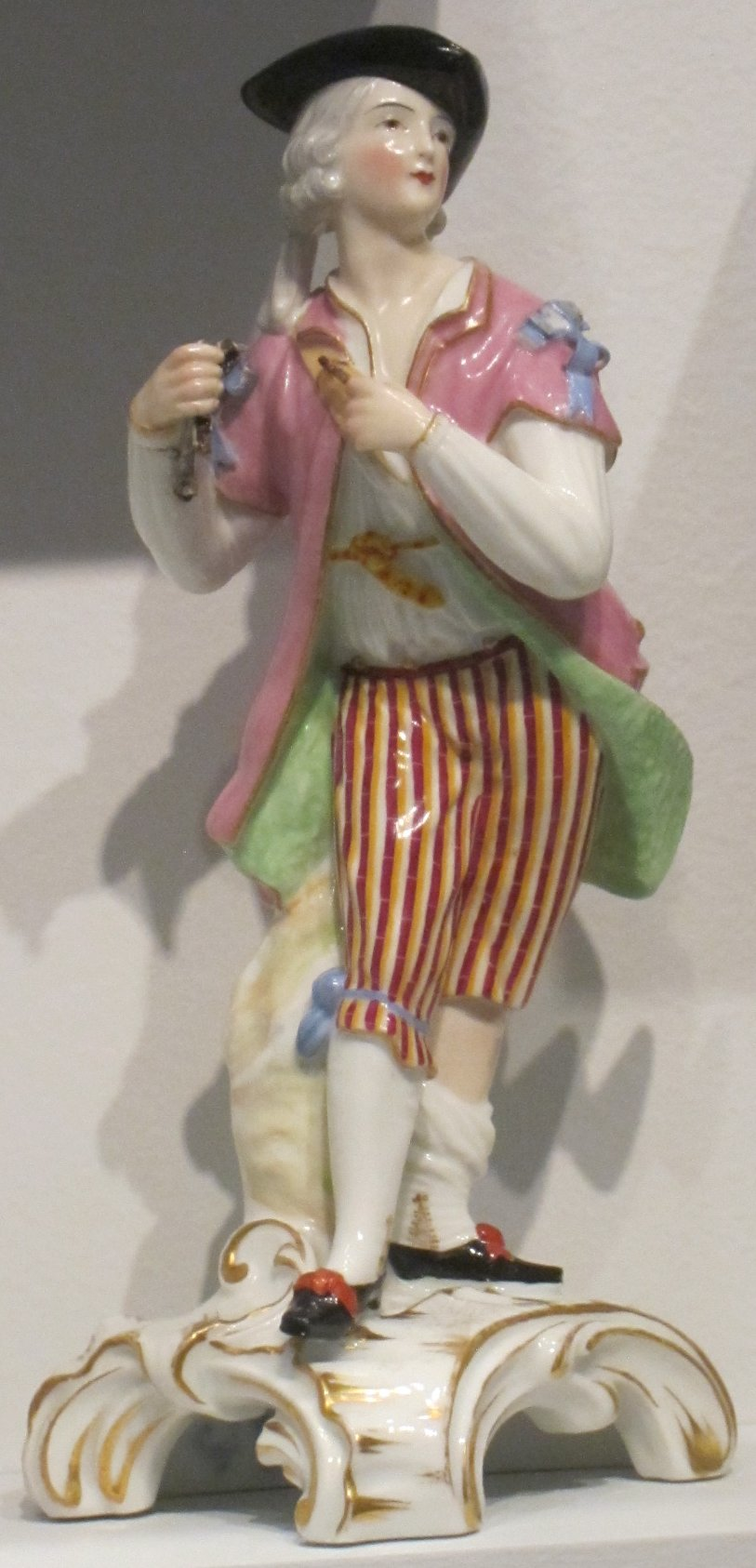
Personnage galant (vers 1835), Jacob Petit, Honolulu, Museum of Art.
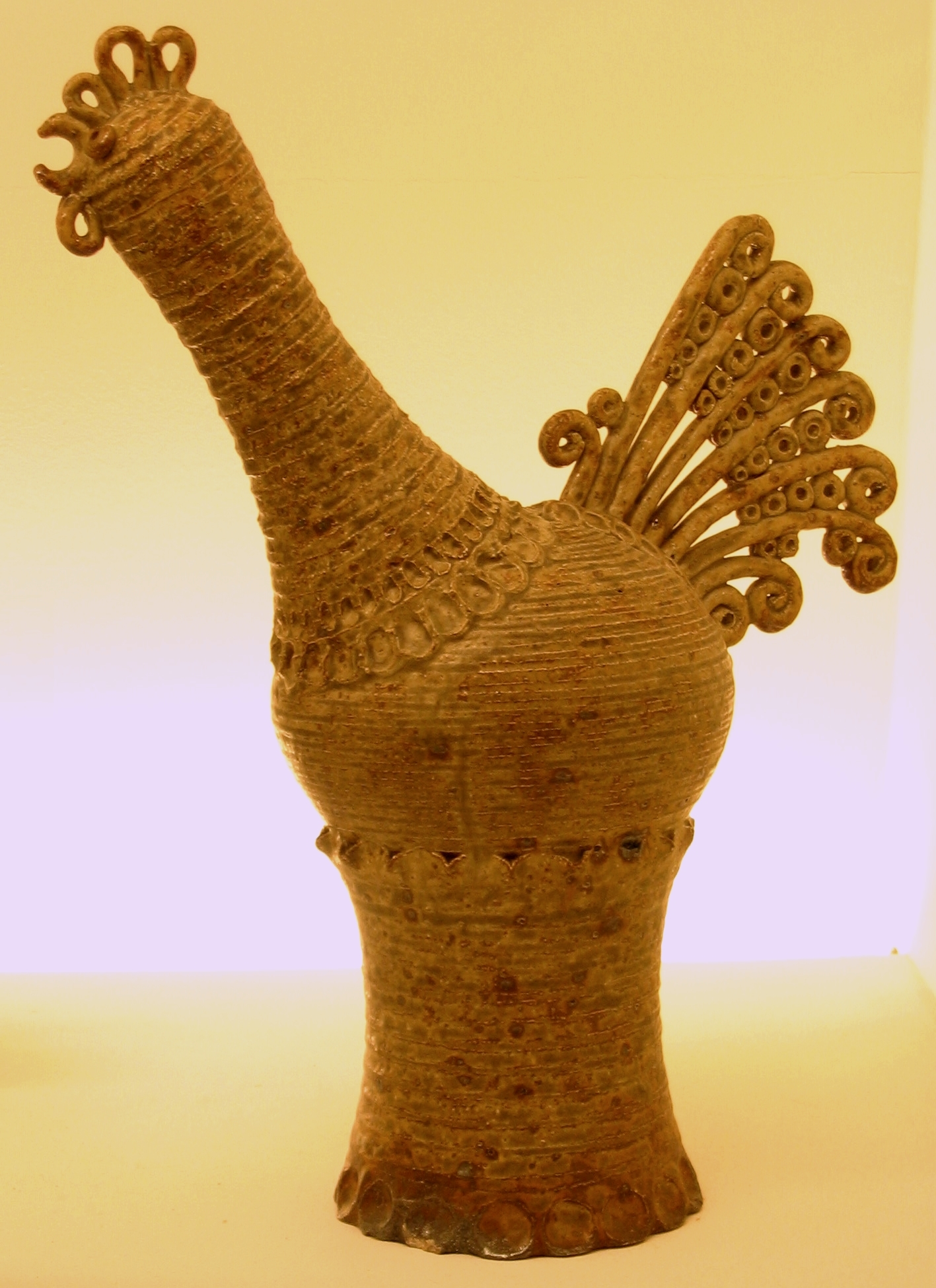
Sculpture céramique, La Borne, Paul Beyer, début XXe, Musée des arts décoratifs, Paris.
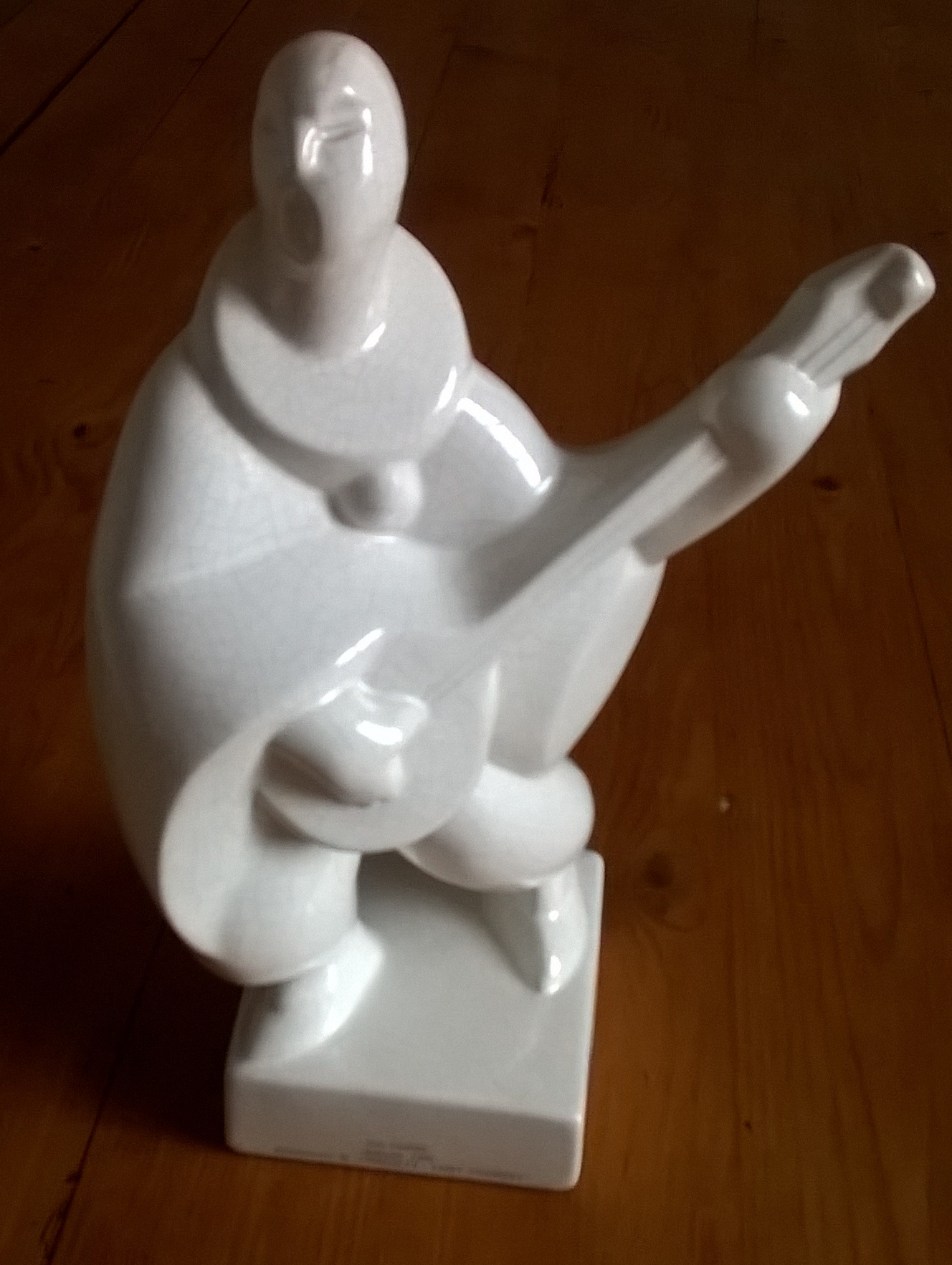
Clown au banjo, Geo Condé, réalisé vers 1925 pour la faïencerie de Saint-Clément.
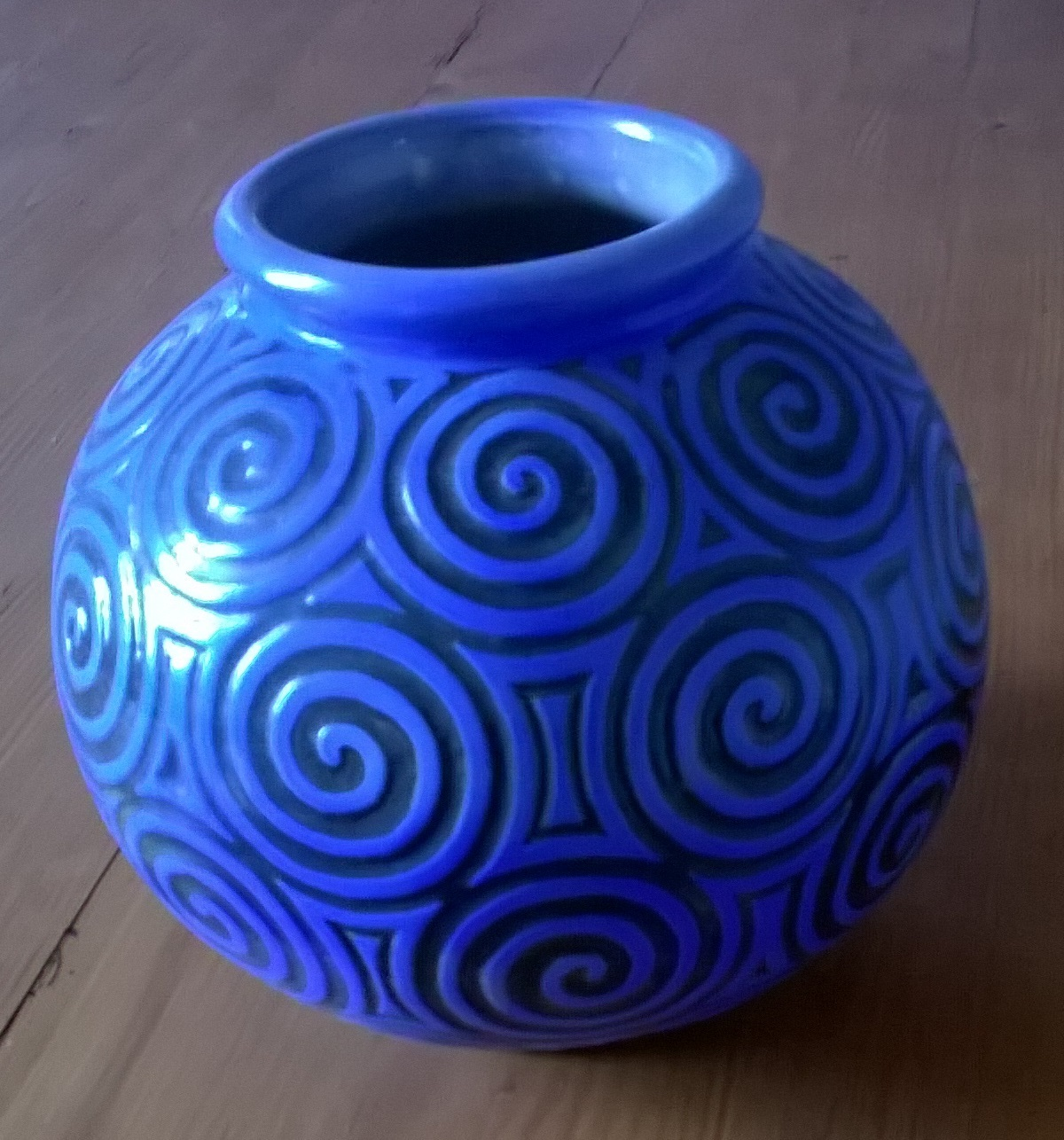
Vase en grès signé frères Mougin, réalisé vers 1925 dans l'atelier de la faïencerie de Lunéville.